# Swedish Open 1997 - Qualificazioni singolare
Le qualificazioni del singolare  dello  Swedish Open 1997 sono state un torneo di tennis preliminare per accedere alla fase finale della manifestazione. I vincitori dell'ultimo turno sono entrati di diritto nel tabellone principale. In caso di ritiro di uno o più giocatori aventi diritto a questi sono subentrati i lucky loser, ossia i giocatori che hanno perso nell'ultimo turno ma che avevano una classifica più alta rispetto agli altri partecipanti che avevano comunque perso nel turno finale.
Le qualificazioni del torneo Swedish Open 1997 prevedevano 32 partecipanti di cui 4 sono entrati nel tabellone principale.

## Teste di serie
1. Frederik Fetterlein (secondo turno)
2. Lars Jonsson (Qualificato)
3. Nicklas Timfjord (Qualificato)
4. Wolfgang Schranz (ultimo turno)

1. Roberto Carretero-Diaz (ultimo turno)
2. Fredrik Bergh (secondo turno)
3. Todd Larkham (ultimo turno)
4. Lars Kirschner (secondo turno)

## Qualificati
1. Marcus Sarstrand
2. Lars Jonsson

1. Nicklas Timfjord
2. Henrik Andersson

## Tabellone

### Legenda
| - Q = Qualificato - WC = Wild card - LL = Lucky loser | - ALT = Alternate - SE = Special Exempt - PR = Protected Ranking | - w/o = Walkover - r = Ritirato - d = Squalificato |

### Sezione 1
|  | Primo turno      | Primo turno         | Primo turno      | Primo turno      | Primo turno |  |  | Secondo turno | Secondo turno       | Secondo turno       | Secondo turno    | Secondo turno |   |   | Ultimo turno     | Ultimo turno     | Ultimo turno | Ultimo turno | Ultimo turno |  |
|  |                  |                     |                  |                  |             |  |  |               |                     |                     |                  |               |   |   |                  |                  |              |              |              |  |
|  | 1                | Frederik Fetterlein | 2                | 6                | 6           |  |  |               |                     |                     |                  |               |   |   |                  |                  |              |              |              |  |
|  |                  | Janne Ojala         | 6                | 3                | 4           |  |  | 1             | Frederik Fetterlein | Frederik Fetterlein | 5                | 5             |   |   |                  |                  |              |              |              |  |
|  | Marcus Sarstrand | Marcus Sarstrand    | Marcus Sarstrand | Marcus Sarstrand | 5           |  |  |               | Marcus Sarstrand    | Marcus Sarstrand    | 7                | 7             |   |   |                  |                  |              |              |              |  |
|  | Kalle Flygt      | Kalle Flygt         | Kalle Flygt      | Kalle Flygt      | 1r          |  |  |               |                     |                     |                  |               |   |   | Marcus Sarstrand | Marcus Sarstrand | 6            | 4            | 6            |  |
|  | Johan Settergren | Johan Settergren    | 6                | 7                | 6           |  |  |               |                     | Johan Settergren    | Johan Settergren | 4             | 6 | 4 |                  |                  |              |              |              |  |
|  | Wayne Arthurs    | Wayne Arthurs       | 7                | 6                | 3           |  |  |               | Johan Settergren    | Johan Settergren    | 6                | 6             |   |   |                  |                  |              |              |              |  |
|  | 8                | Lars Kirschner      | 6                | 1                | 6           |  |  | 8             | Lars Kirschner      | Lars Kirschner      | 1                | 4             |   |   |                  |                  |              |              |              |  |
|  |                  | Kristofer Stahlberg | 1                | 6                | 3           |  |  |               |                     |                     |                  |               |   |   |                  |                  |              |              |              |  |

### Sezione 2
|  | Primo turno    | Primo turno       | Primo turno    | Primo turno | Primo turno |  |  | Secondo turno | Secondo turno  | Secondo turno  | Secondo turno | Secondo turno |   |   | Ultimo turno | Ultimo turno | Ultimo turno | Ultimo turno | Ultimo turno |  |
|  |                |                   |                |             |             |  |  |               |                |                |               |               |   |   |              |              |              |              |              |  |
|  | 2              | Lars Jonsson      | 6              | 4           | 6           |  |  |               |                |                |               |               |   |   |              |              |              |              |              |  |
|  |                | Tobias Hildebrand | 3              | 6           | 4           |  |  | 2             | Lars Jonsson   | Lars Jonsson   | 6             | 6             |   |   |              |              |              |              |              |  |
|  | Tapio Nurminen | Tapio Nurminen    | Tapio Nurminen | 7           | 7           |  |  |               | Tapio Nurminen | Tapio Nurminen | 2             | 2             |   |   |              |              |              |              |              |  |
|  | Fabio Maggi    | Fabio Maggi       | Fabio Maggi    | 5           | 6           |  |  |               |                |                |               |               |   |   | 2            | Lars Jonsson | 3            | 6            | 6            |  |
|  | Jack Waite     | Jack Waite        | Jack Waite     | 6           | 6           |  |  |               |                | 7              | Todd Larkham  | 6             | 1 | 3 |              |              |              |              |              |  |
|  | Paul Kilderry  | Paul Kilderry     | Paul Kilderry  | 3           | 3           |  |  |               | Jack Waite     | Jack Waite     | 4             | 2             |   |   |              |              |              |              |              |  |
|  | 7              | Todd Larkham      | Todd Larkham   | 7           | 7           |  |  | 7             | Todd Larkham   | Todd Larkham   | 6             | 6             |   |   |              |              |              |              |              |  |
|  |                | Jon Hedman        | Jon Hedman     | 6           | 6           |  |  |               |                |                |               |               |   |   |              |              |              |              |              |  |

### Sezione 3
|  | Primo turno           | Primo turno            | Primo turno            | Primo turno | Primo turno |  |  | Secondo turno | Secondo turno          | Secondo turno          | Secondo turno          | Secondo turno |   |   | Ultimo turno | Ultimo turno     | Ultimo turno | Ultimo turno | Ultimo turno |  |
|  |                       |                        |                        |             |             |  |  |               |                        |                        |                        |               |   |   |              |                  |              |              |              |  |
|  | 3                     | Nicklas Timfjord       | Nicklas Timfjord       | 6           | 6           |  |  |               |                        |                        |                        |               |   |   |              |                  |              |              |              |  |
|  |                       | Lars-Anders Wahlgren   | Lars-Anders Wahlgren   | 0           | 1           |  |  | 3             | Nicklas Timfjord       | Nicklas Timfjord       | 6                      | 7             |   |   |              |                  |              |              |              |  |
|  | Mikael Stadling       | Mikael Stadling        | Mikael Stadling        | 6           | 6           |  |  |               | Mikael Stadling        | Mikael Stadling        | 2                      | 5             |   |   |              |                  |              |              |              |  |
|  | Mikael Maatta         | Mikael Maatta          | Mikael Maatta          | 4           | 4           |  |  |               |                        |                        |                        |               |   |   | 3            | Nicklas Timfjord | 6            | 4            | 6            |  |
|  | Fredrik Jonsson       | Fredrik Jonsson        | Fredrik Jonsson        | 6           | 6           |  |  |               |                        | 5                      | Roberto Carretero-Diaz | 0             | 6 | 4 |              |                  |              |              |              |  |
|  | Alfonso Honrado-Comas | Alfonso Honrado-Comas  | Alfonso Honrado-Comas  | 4           | 4           |  |  |               | Fredrik Jonsson        | Fredrik Jonsson        | 4                      | 0             |   |   |              |                  |              |              |              |  |
|  | 5                     | Roberto Carretero-Diaz | Roberto Carretero-Diaz | 7           | 6           |  |  | 5             | Roberto Carretero-Diaz | Roberto Carretero-Diaz | 6                      | 6             |   |   |              |                  |              |              |              |  |
|  |                       | Werner Eschauer        | Werner Eschauer        | 6           | 4           |  |  |               |                        |                        |                        |               |   |   |              |                  |              |              |              |  |

### Sezione 4
|  | Primo turno      | Primo turno         | Primo turno         | Primo turno | Primo turno |  |  | Secondo turno | Secondo turno    | Secondo turno    | Secondo turno    | Secondo turno |   |   | Ultimo turno | Ultimo turno     | Ultimo turno | Ultimo turno | Ultimo turno |  |
|  |                  |                     |                     |             |             |  |  |               |                  |                  |                  |               |   |   |              |                  |              |              |              |  |
|  | 4                | Wolfgang Schranz    | Wolfgang Schranz    | 6           | 6           |  |  |               |                  |                  |                  |               |   |   |              |                  |              |              |              |  |
|  |                  | Devin Bowen         | Devin Bowen         | 4           | 4           |  |  | 4             | Wolfgang Schranz | Wolfgang Schranz | 6                | 6             |   |   |              |                  |              |              |              |  |
|  | Paul C. Robinson | Paul C. Robinson    | 2                   | 6           | 7           |  |  |               | Paul C. Robinson | Paul C. Robinson | 4                | 1             |   |   |              |                  |              |              |              |  |
|  | Fredrik Loven    | Fredrik Loven       | 6                   | 4           | 6           |  |  |               |                  |                  |                  |               |   |   | 4            | Wolfgang Schranz | 4            | 6            | 3            |  |
|  | Henrik Andersson | Henrik Andersson    | Henrik Andersson    | 6           | 6           |  |  |               |                  |                  | Henrik Andersson | 6             | 1 | 6 |              |                  |              |              |              |  |
|  | Nicklas Utgren   | Nicklas Utgren      | Nicklas Utgren      | 4           | 1           |  |  |               | Henrik Andersson | Henrik Andersson | 6                | 7             |   |   |              |                  |              |              |              |  |
|  | 6                | Fredrik Bergh       | Fredrik Bergh       | 6           | 6           |  |  | 6             | Fredrik Bergh    | Fredrik Bergh    | 3                | 5             |   |   |              |                  |              |              |              |  |
|  |                  | Andreas Vinciguerra | Andreas Vinciguerra | 1           | 2           |  |  |               |                  |                  |                  |               |   |   |              |                  |              |              |              |  |